# Еремич, Милан
Ми́лан Е́ремич (серб. Милан Јеремић / Milan Jeremić; 22 сентября 1988) — сербский футболист, полузащитник.

## Карьера
Воспитанник «Црвены Звезды». Начинал играть в команде «Синджелич», игравшей в чемпионате Белграда, затем отправился в португальскую «Бенфику», где так и не сыграл ни разу. Вернулся сначала в сербский «Земун», а затем закрепился в составе «Црвены Звезды». С 2012 года играет за «Чачак».